# Calvatia craniiformis
A Calvatia craniiformis, é uma espécie de fungo puffball da família Agaricaceae. Ela é encontrada na Ásia, Austrália e América do Norte, onde cresce no solo em florestas abertas. Seu nome, derivado da mesma raiz do latim cranium, faz alusão à sua semelhança com o cérebro de um animal. O basidioma em forma de crânio tem de 8 a 20 cm de largura por 6 a 20 cm de altura e é branco a alaranjado. Inicialmente liso, o perídio desenvolve rugas e dobras à medida que amadurece, rachando e descamando com a idade. O perídio acaba se desprendendo, expondo uma massa de esporos em pó amarelo-marrom a amarelo-esverdeado (a gleba). O cogumelo é comestível quando a gleba ainda é branca e firme, antes de amadurecer e se tornar marrom-amarelada e pulverulenta. Os espécimes maduros têm sido usados na medicina tradicional ou popular da China, do Japão e dos Ojibwe como agente hemostático ou curativo de ferimentos. Diversos compostos bioativos foram isolados e identificados a partir da espécie.

## Taxonomia
A espécie foi descrita pela primeira vez como Bovista craniiformis por Lewis David de Schweinitz em 1832. Elias Fries transferiu-a para o então recém circunscrito gênero Calvatia em 1849, definindo Calvatia craniiformis como a espécie-tipo e única. Scott Bates e colegas sugerem que o nome é sinônimo de Lycoperdon delicatum publicado por Miles Joseph Berkeley e Moses Ashley Curtis em 1873 (não o L. delicatum publicado por Berkeley em 1854), assim como Lycoperdon missouriense publicado por William Trelease em 1891. A forma C. craniiformis f. gardneri, publicada por Yosio Kobayasi em 1932 (originalmente Lycoperdon gardneri Berk. 1875), desde então foi elevada à espécie distinta Calvatia gardneri.
Em sua monografia de 1962 sobre a Calvatia norte-americana, os micologistas Sanford Myron Zeller e Alexander H. Smith definiram a C. craniiformis como a espécie-tipo da estirpe (um agrupamento de espécies relacionadas) Craniiformis, que contém espécies com uma grande base estéril e uma gleba cotonosa persistente. Outras espécies que eles incluíram nessa estirpe foram C. umbrina, C. diguetti, C. lycoperdoides, C. rubroflava, C. ochrogleba, C. excipuliformis (desde então transferida por algumas autoridades para Handkea) e C. elata.
A Calvatia craniiformis é comumente conhecida como "puffball em forma de cérebro" ou "puffball em forma de crânio". O epíteto específico craniiformis deriva das palavras gregas antigas cranion, que significa "cérebro", e forma, "uma forma".

## Descrição

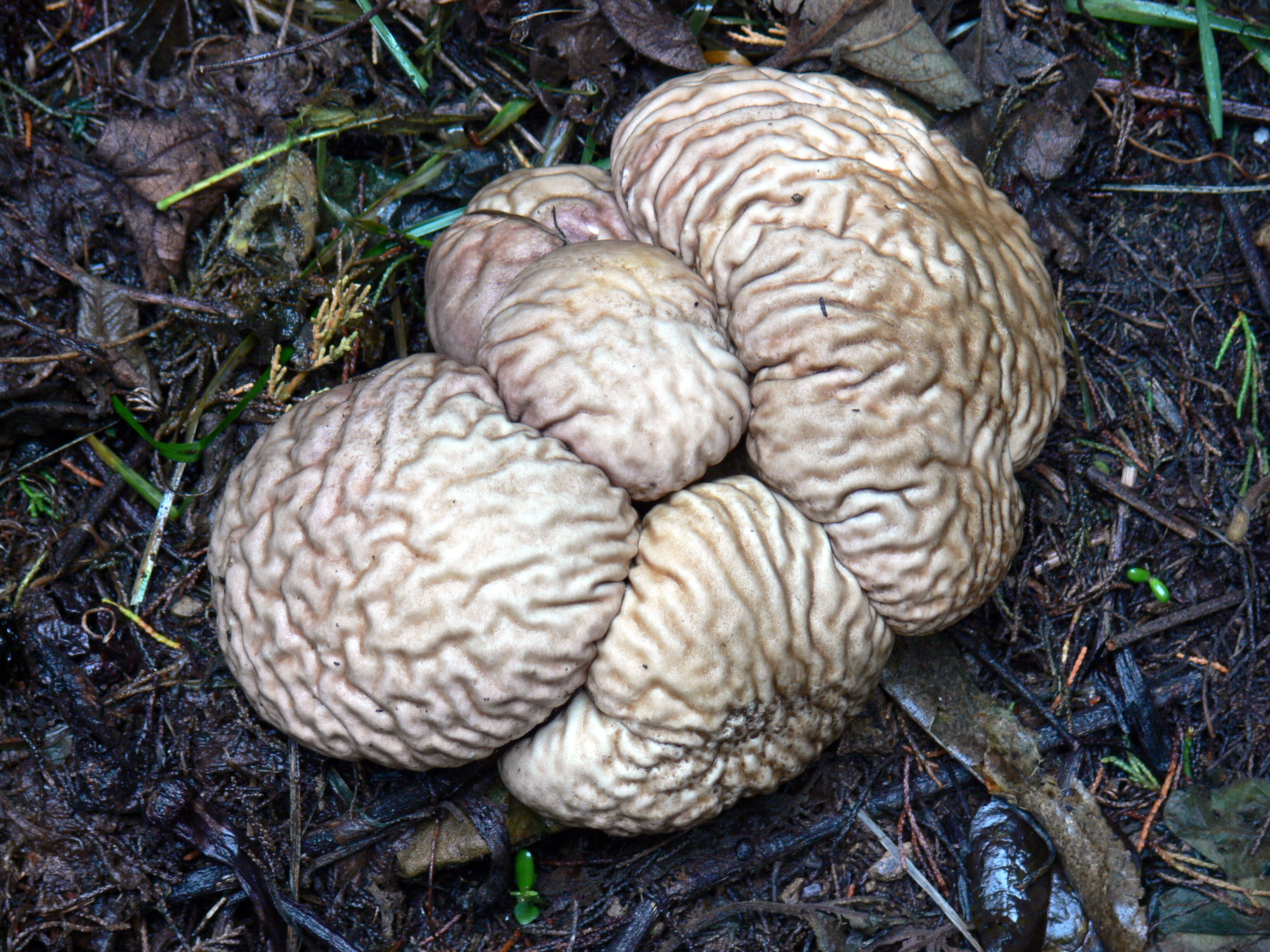
Agrupamento de basidiomas encontrado na Nova Zelândia

Os basidiomas atingem dimensões de 6 a 20 cm de altura por 8 a 20 cm de largura e têm uma forma que varia de pera, esférica achatada, obovada (aproximadamente em forma de ovo) e tunicada (como um cone invertido). Na parte inferior, há uma base espessa, muitas vezes amassada, presa a um rizomorfo semelhante a um cordão, que geralmente está incrustado no solo circundante. Os rizomorfos são bem desenvolvidos e, quando cortados em seção longitudinal, revelam três tecidos distintos: um córtex externo, uma camada subcortical e um núcleo central. O exoperídio fino e frágil (a camada externa da "pele") é cinza-esbranquiçado a cinza, e inicialmente liso antes de se tornar areolado (dividido por rachaduras em áreas discretas). A base se estende por um terço a metade do puffball (onde se torna a colunela), afinando até um ponto. A gleba é inicialmente esbranquiçada, depois amarelo-esverdeada e, finalmente, marrom-esverdeada em espécimes mais velhos com esporos maduros.
Os esporos são esféricos, hialinos (translúcidos), e medem de 2,5 a 3,4 μm de diâmetro. Eles têm paredes espessas com um pedicelo curto (uma extensão tubular), e são ornamentados com pequenos espinhos (verrugas) que são aproximadamente equidistantes uns dos outros. Os fios capilares são longos, hialinos e ramificados, medindo de 2,4 a 4 μm de espessura. Eles são septados e, ocasionalmente, apresentam buracos em suas paredes. O exoperídio é composto por hifas infladas de paredes espessas misturadas com esferocistos (células esféricas), enquanto o endoperídio é feito de hifas de paredes espessas e firmemente entrelaçadas. Nos rizomorfos, as hifas no núcleo central são várias vezes mais espessas do que as do subcórtex circundante.

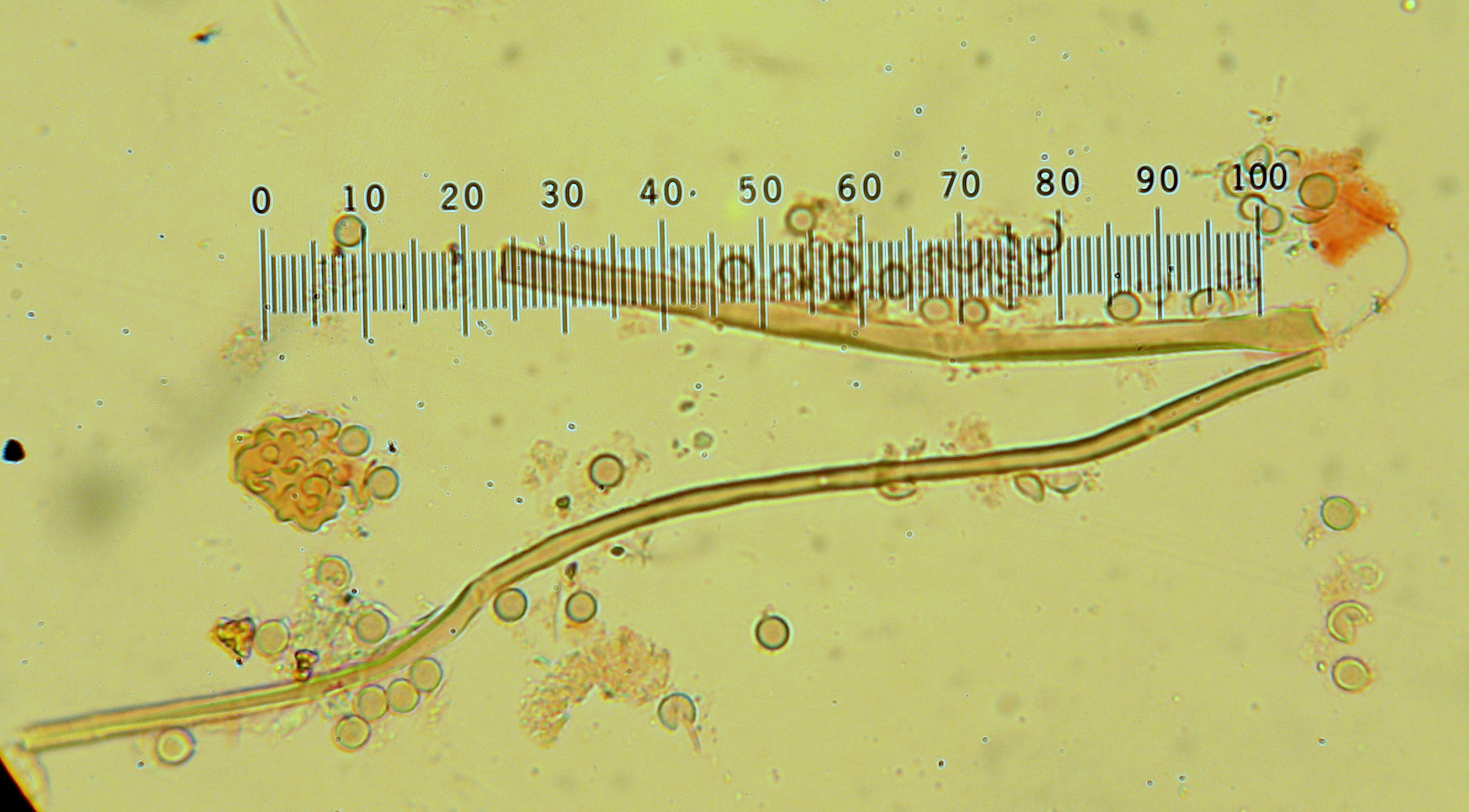
Esporos e fios capilares

Usando microscopia de luz, os esporos de Calvatia craniiformis são geralmente indistinguíveis dos de C. rubroflava e C. gigantea; a microscopia eletrônica revela que cada um tem uma ornamentação distinta de esporos. A C. craniiformis apresenta verrugas pequenas e bem separadas (projeções semelhantes a verrugas) de até 0,2 μm de altura com pontas arredondadas. Em comparação, a C. gigantea tem verrugas maiores (até 0,4 μm de altura) que estão dispostas de forma mais irregular.

### Desenvolvimento
Os basidiomas surgem das pontas ou dos ramos laterais ou rizomorfos. Os novos basidiomas são formados por um exterior de hifas espessas semelhantes às encontradas no núcleo do rizomorfo; em contrapartida, as hifas do interior se originam do núcleo. Ao contrário de algumas outras espécies de puffball, o perídio não se diferencia em um exoperídio e endoperídio distintos; em vez disso, a camada externa desenvolve as características de um pseudoparênquima (um tecido bem organizado em que as células bem compactadas se assemelham ao parênquima vegetal) à medida que as hifas radiais e tangenciais se entrelaçam. Com o tempo, o perídio seca e cai em flocos para expor a gleba subjacente.

### Espécies semelhantes
As dobras da superfície em forma de cérebro e a gleba marrom-oliva madura são características da Calvatia craniiformis, mas os puffballs mais jovens que ainda não desenvolveram essas características podem ser difíceis de identificar a espécie. Outro puffball comestível, a C. cyathiformis, atinge dimensões semelhantes, mas tem gleba marrom-púrpura quando madura. A Calvatia fragilis é menor e tem gleba madura rosa ou roxa. A C. bicolor é menor e mais redonda que pode ser confundida com espécimes mais jovens da C. craniiformis, mas a primeira espécie tem esporos com ornamentação mais grosseira e não tem uma subgleba distinta.  A  Handkea utriformis tem aparência semelhante à de C. craniiformis, mas, ao contrário desta última, desenvolve uma abertura cavernosa para revelar uma gleba marrom-oliva e tem fendas distintas em seus fios capilares.

## Usos

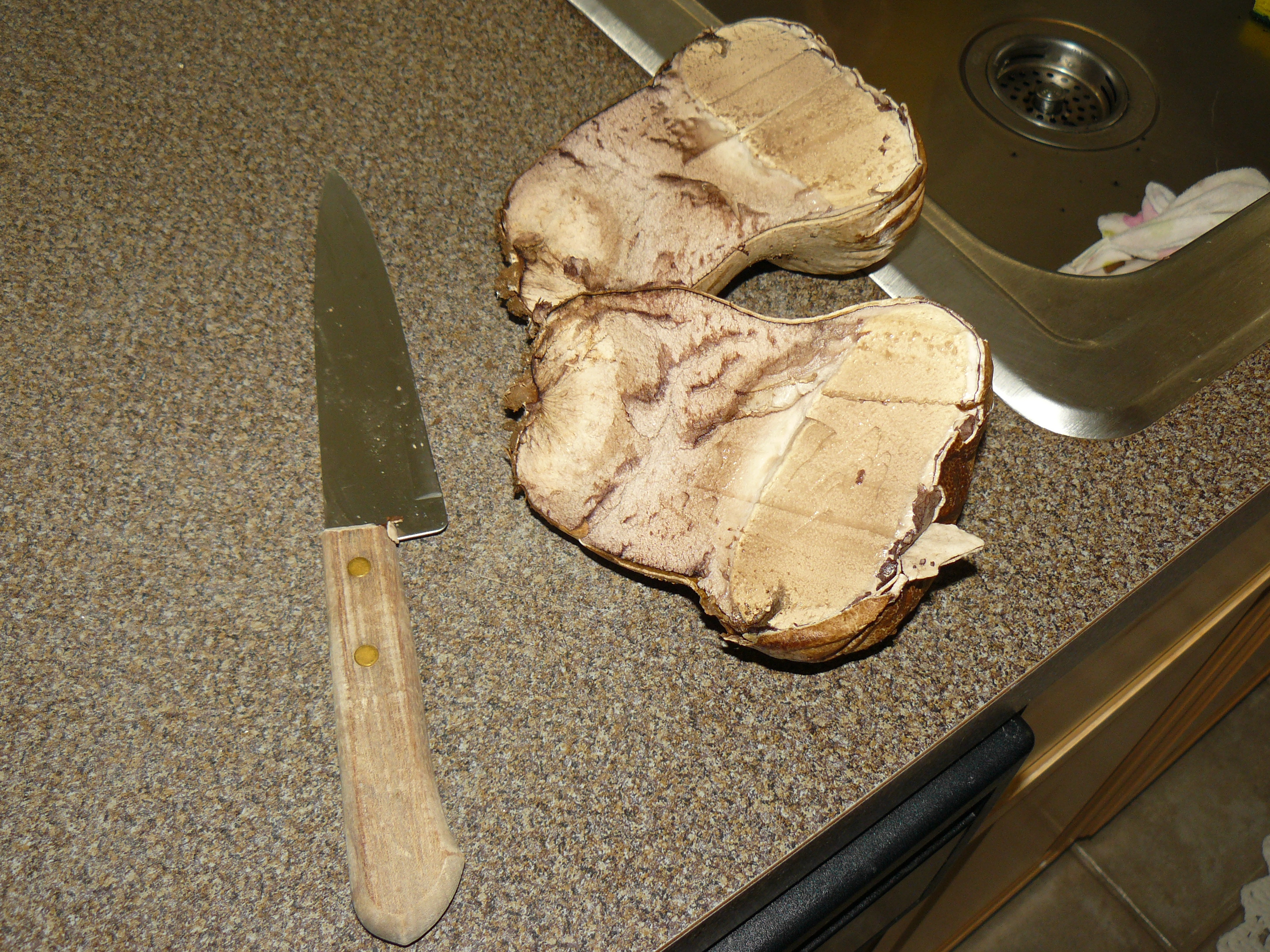
Calvatia craniiformis é comestível quando a gleba está firme e branca, ao contrário do exemplar da foto.

A Calvatia craniiformis é uma espécie comestível. Os cogumelos jovens com uma gleba branca e firme têm um odor suave e um sabor agradável. O micologista do início do século XX, Charles McIlvaine, observou há mais de um século que "a menor mudança para amarelo o torna amargo." Versátil na culinária, o cogumelo absorve bem os sabores.
Nos Estados Unidos, os Ojibwe usavam a gleba em pó como um agente hemostático para estancar o fluxo de hemorragias nasais: o pó de esporos era inalado pelas narinas. Atualmente, sabe-se que essa prática pode levar à doença pulmonar lycoperdonosis, que causa sintomas semelhantes aos da pneumonia. Ela também é usada como agente hemostático na medicina popular chinesa e japonesa.

## Habitat e distribuição
Embora a Calvatia craniiformis seja geralmente considerada uma espécie saprófita, em condições laboratoriais controladas, uma ectomicorriza entre o fungo e a Liquidambar styraciflua foi relatada em uma publicação de 1966. Um estudo chinês demonstrou que a C. craniifromis formaria prontamente micorriza com mudas de álamo em solo não esterilizado, mas não em solo esterilizado. Pesquisas posteriores não conseguiram estabelecer nenhuma associação semelhante entre a C. craniiformis e a Pinus ponderosa. Os cogumelos crescem individualmente ou em grupos em campos e bosques abertos, florestas de madeira dura e áreas úmidas. Na Ásia, foi registrado na China, Índia, Indonésia, Japão, Malásia, e Coreia do Sul. Também foi registrado na Austrália. Na América do Norte, sua área de distribuição inclui o leste e o sul dos Estados Unidos, e o México. Em Michigan, é um dos poucos macrofungos encontrados regularmente em plantações de acácia-bastarda. Os cogumelos servem como fonte de alimento para várias espécies de moscas.

## Pesquisa
Os extratos do basidioma têm forte atividade antitumoral em modelos de camundongos, atribuível a polissacarídeos ligados a proteínas, aos compostos calvatan, craniformina e a um tautômero de rubroflavina. Acredita-se que o calvatan atue estimulando a resposta imunológica, em vez de matar as células. A craniformina, originalmente relatada em 1997, é um composto de azoformamida. Três compostos de esterol foram identificados no fungo: ergosta-4,6,8(14), 22-tetraeno-3-ona, ergosta-7,22-dieno-3-ol e peróxido de ergosterol.
Três compostos de azo- e azoxiformamidas foram isolados e identificados a partir do fungo e testados quanto à sua capacidade de inibir o crescimento de plantas: 4-metoxibenzeno-1-ONN-azoxiformamida, 4-metoxibenzeno-1-azoformamida e 4-hidroxibenzeno-1-azoformamida. Somente o primeiro composto foi significativamente inibitório, sugerindo que a presença da porção azoxi é necessária para a inibição do crescimento.

### Literatura citada
Bates ST, Roberson RW, Desjardin DE (2009). «Arizona gasteroid fungi I: Lycoperdaceae (Agaricales, Basidiomycota)» (PDF). Fungal Diversity. 37: 153–207